# Hliník nad Hronom
Hliník nad Hronom é um município da Eslováquia localizado no distrito de Žiar nad Hronom, região de Banská Bystrica. Está localizada às margens do rio Hron.

## Demografia
| Ano:        | 1994 | 2004   | 2014   | 2024   |
| ----------- | ---- | ------ | ------ | ------ |
| Broj ljudi: | 3053 | 2946   | 2915   | 2640   |
| Razlika:    |      | -3,50% | -1,05% | -9,43% |

| Ano:               | 2023 | 2024   |
| ------------------ | ---- | ------ |
| Número de pessoas: | 2652 | 2640   |
| Diferença:         |      | -0,45% |